# Pingbian
Pingbian, tidigare romaniserat Pingpien, är ett autonomt härad i  för miaofolket i den autonoma prefekturen Honghe i Yunnan-provinsen i sydvästra Kina, omkring 250 kilometer sydost om provinshuvudstaden Kunming.